# 広島県道151号府中海田線
広島県道151号府中海田線（ひろしまけんどう151ごう ふちゅうかいたせん）は、広島県安芸郡府中町から安芸郡海田町に至る一般県道である。

## 概要
安芸郡府中町宮の町3丁目から安芸郡海田町南大正町に至る。旧国道2号。
途中の船越峠は、大変道が狭く、渋滞の名所として知られている。また、船越峠は、かつての山陽道をほぼ踏襲している。

### 路線データ
- 起点：広島県安芸郡府中町宮の町3丁目（広島県道152号府中祇園線・広島県道272号上宮町新地線起点）
- 終点：広島県安芸郡海田町南大正町（合同庁舎入口交差点、国道2号交点）
- 総延長：約4.75 km

## 路線状況
呉線と山陽本線の交差部高架事業が実現したときは、区間が変更される可能性がある。
安芸郡府中町永田交差点から船越峠までは片側2車線の快適な4車線道路だが、前述のように船越峠を越えると一転して離合が難しい1 - 1.5車線の狭い道路になる。

### 重複区間
- 広島県道274号瀬野船越線（広島市安芸区船越3丁目 - 安芸郡海田町稲荷町）

### 道路施設

#### 橋梁
- 九十九橋（瀬野川、安芸郡海田町）

## 地理

### 通過する自治体
- 広島県
  - 安芸郡府中町 - 広島市（安芸区） - 安芸郡海田町

### 交差する道路
| 交差する道路                                      | 市町村名 | 市町村名 | 交差する場所 | 交差する場所              |
| ------------------------------------------------- | -------- | -------- | ------------ | ------------------------- |
| 広島県道152号府中祇園線 広島県道272号上宮町新地線 | 安芸郡   | 府中町   | 宮の町3丁目  | 起点                      |
| 広島県道84号東海田広島線 広島県道187号浜田仁保線  | 安芸郡   | 府中町   | 浜田本町     | 永田交差点                |
| 広島県道274号瀬野船越線 重複区間起点              | 広島市   | 安芸区   | 船越3丁目    |                           |
| 広島県道274号瀬野船越線 重複区間終点              | 安芸郡   | 海田町   | 稲荷町       |                           |
| 広島県道197号海田市停車場線                       | 安芸郡   | 海田町   | 中店         |                           |
| 国道2号                                           | 安芸郡   | 海田町   | 南大正町     | 合同庁舎入口交差点 / 終点 |

### 交差する鉄道
- 山陽新幹線
- 山陽本線
- 呉線

### 沿線
- 広島市立船越小学校
- JR西日本山陽本線・呉線 海田市駅

### 峠
- 船越峠（安芸郡府中町 - 広島市安芸区）